# Васецкий (хутор)
Васецкий — хутор в Красносулинском районе Ростовской области.
Входит в состав Гуково-Гнилушевского сельского поселения.

## География
Расположен недалеко от границы с Украиной.
На хуторе имеется одна улица: Колхозная.

## Население
| 2010 |
| ---- |
| 263  |

### Известные люди
В хуторе родился Омельченко, Иван Алексеевич — Герой Советского Союза.